# Colonia Búfalo
Colonia Búfalo es una localidad en el municipio de Allende, del estado mexicano de Chihuahua, localizado al sur del mismo y en el municipio de Allende, fue célebre en la década de 1980 por estar localizado en ella un emporio productor de marihuana del capo mexicano Rafael Caro Quintero.

## Historia
Colonia Búfalo fue una colonia agrícola establecida a finales de los años 1940 durante el auge del desarrollo de la agricultura de riego en México, no hay datos exactos sobre el año de su establecimiento, sin embargo en el censo de 1950 ya aparece registrada su existencia con un total de 601 habitantes. Su objetivo era desarrollar agricultura de riego aprovechando las aguas del río Parral junto al que se ubicó, en el entorno desértico; dichas intenciones tuvieron un éxito moderado y fluctuaron de acuerdo a las temporadas de lluvia y sequías características de esa zona en el norte de México.
Sin embargo, Colonia Búfalo se volvería célebre y lograría elevados niveles de producción agrícola cuando se asentó en ella en la década de 1980 el narcotraficante Rafael Caro Quintero quien la convirtió en un emporio productor de marihuana, donde se sembraba, cosechaba, empaquetaba y distribuía la droga y donde en su punto culminante llegaron a trabajar hasta 10 mil personas en una extensión sembrada de 6 mil hectáreas. Todo ello terminó cuando el 6 de noviembre de 1984 el Ejército mexicano  en colaboración con la DEA tomó las instalaciones y arrestó a muchos de los trabajadores, sin embargo miles de ellos regresaron a sus lugares de origen de diversas maneras, incluyendo cruzando a pie el desierto. Fue la operación antidrogas más grande hecha por la agencia antidrogas después de la operación Tranquilandia hecha en Colombia 9 meses antes.

## Localización y demografía
Colonia Búfalo se encuentra localizada en la zona sureste del estado de Chihuahua, en una zona desértica del Bolsón de Mapimí, aunque se encuentra junto al cauce el río Parral es poco común que por el discurra agua, registrándose únicamente en tiempo de intensas lluvias; sus coordenadas geográficas son 27°17′58″N 105°10′25″O / 27.29944, -105.17361 y tiene una altitud de 1 386 metros sobre el nivel del mar. Su principal vía de comunicación es la carretera estatal 34 de Chihuahua que la comunica con la carretera Federal 45 en las inmediaciones de la ciudad de Jiménez, situada unos 35 kilómetros al sur y la cual es la principal población de la región; sin embargo Colonia Búfalo pertenece políticamente al municipio de Allende, del que tiene carácter de sección municipal, localizándose en su extremo norte, aunque no tiene vías de comunicación de primer orden con la cabecera municipal a través de su propio territorio.
De acuerdo a los resultados del Censo de Población y Vivienda de 2020 realizado por el Instituto Nacional de Estadística y Geografía, la población total de Colona Búfalo es de 248 habitantes, de los que 128 son hombres y 120 son mujeres.